# Darius II
Darius II (ダライアスII?, Daraiasu II), intitolato Sagaia in Nordamerica, è un videogioco arcade di genere sparatutto a scorrimento orizzontale fantascientifico, sviluppato e pubblicato dalla Taito nel 1989. È il seguito di Darius, uscito due anni prima. Venne convertito per diverse console dell'epoca con nomi diversi: Sega Mega Drive (1990) come Darius II o Sagaia, Sega Master System (1992) come Sagaia, PC Engine (1993) come Super Darius II, e Sega Saturn (1996) come Darius II.
Il cabinato è in versione a due o a tre schermi affiancati in orizzontale, in modo da rendere la visione molto più ampia.
È incluso nella raccolta per PlayStation 2 Taito Memories II Jōkan, uscita nel 2007 solo in Giappone.
Il titolo Sagaia venne usato anche da una versione per Game Boy, uscita solo in Oriente nel 1991, che mescola elementi di Darius e di Darius II e viene a volte considerato una conversione dell'uno o dell'altro.

## Trama
Darius II è ambientato qualche tempo dopo il primo Darius. Il pianeta colonizzato Darius si sta riprendendo dall'invasione dell'esercito alieno Belser grazie agli eroi Proco e Tiat. Da allora gli abitanti di Darius si sono stabiliti sul pianeta Olga mentre le società, l'architettura e le aree attaccate di Darius venivano riparate. Il quartier generale del volo spaziale stabilito su Olga capta un segnale SOS proveniente dalla Terra, dove i primi coloni hanno avuto origine prima di colonizzare Darius. Il segnale includeva la descrizione di navi aliene simili a quelle dell'esercito Belser. Sospettando che questi potessero essere i loro antenati terrestri rimasti, la gente di Darius invia i piloti Proco Jr. e Tiat Young per aiutarli.

## Modalità di gioco
Darius II è molto simile al suo predecessore, pur cambiando alcune cose. La navicella Silver Hawk è ancora equipaggiata con un cannone che spara in avanti e con bombe sganciate con traiettorie curve verso il basso, con la nuova possibilità di ottenere dei laser, che sparano ad angoli retti verso l'alto e verso il basso, aumentando la potenza di fuoco della nave.
Solo le versioni arcade e Saturn consentono il multigiocatore a due in cooperazione in simultanea. Le altre versioni supportano solo il giocatore singolo, ma consentono di selezionare Proco oppure Tiat (in apparenza differenti solo nel colore).
Il titolo abbandona il sistema di livelli delle armi del primo gioco, il che significa che la nave si potenzierà direttamente invece che a piccoli incrementi. Si devono distruggere per intero formazioni di particolari nemici per ottenere un power-up da raccogliere. Questi hanno l'aspetto di medaglie colorate, simili alle bolle del gioco precedente. Ce ne sono di due tipi nuovi, uno verde che fornisce i laser verticali e uno arcobaleno che potenzia tutte le armi. Tuttavia, ogni perdita di una vita reimposterà l'aggiornamento della nave al livello più basso, rendendo notevolmente più difficile recuperare potenza nel gioco avanzato.
La sequenza dei livelli è variabile seguendo una struttura ad albero, come in Darius. Qui però si avanza dal sole e vari pianeti del sistema solare, e la scelta del livello successivo avviene selezionandolo direttamente sulla mappa dei livelli anziché imboccando le biforcazioni di fine livello. Questo sistema è stato poi utilizzato in tutti i giochi successivi della serie.
Un'altra novità è la presenza di nemici più forti che agiscono come boss intermedi, che in questo gioco sono basati sui boss del gioco precedente in versione più piccola.
I boss di fine livello sono sempre enormi animali marini meccanizzati, che in Darius II a volte si spostano sulla sinistra, facendo cambiare temporaneamente a sinistra anche l'orientamento della navicella del giocatore.
La versione per PC Engine Super Darius II ha delle varianti, tra cui tre livelli di difficoltà selezionabili e boss in gran parte nuovi ed esclusivi di questa edizione.

## Accoglienza
In Giappone, la rivista Game Machine elencò Darius II nel numero del 15 novembre 1989 come la sesta unità arcade di maggior successo del mese.
Sulla stampa occidentale, sia l'arcade sia le conversioni per console (eccetto il Saturn, per il quale Darius II era un gioco ormai datato) ricevettero mediamente buoni giudizi. Di solito il gioco appariva molto ben realizzato, sebbene per nulla innovativo nel suo genere.